# شهرستان متمه (سودان)
شهرستان متمه (به عربی: محلیة المتمة) یک منطقهٔ مسکونی در سودان است که در رود نیل واقع شده‌است.